# Douglas Flint
Pour les articles homonymes, voir Flint.
Douglas Flint né à Glasgow le 8 juillet 1955 est un homme d'affaires britannique, président exécutif du groupe bancaire HSBC.
Il fait ses études à l'Université de Glasgow, puis à Harvard. En 1988 il est associé au cabinet d'audit KPMG. Il est directeur général et membre du Conseil d'Administration de HSBC en 1995, puis devient président exécutif du groupe bancaire en 2010. Dans cette fonction il mène un travail de lobbying sur la régulation financière laissant au directeur général Stuart Gulliver la gestion quotidienne de la banque. 
Le 1er janvier 2019, il succède à Gerry Grimstone en tant que président de Standard Life Aberdeen.